# Эспланада (Ижевск)
Эсплана́да Иже́вска — градостроительный ансамбль в Октябрьском районе города в виде пешеходной зоны, состоящей из нескольких бульваров и площадей, соединяющих набережную Зодчего Дудина на западе и Центральную площадь на востоке. Монументальной доминантой на западе является памятник «Дружба народов», на востоке ансамбль замыкает здание Дома правительства Удмуртской республики. Эспланада является узнаваемым символом Ижевска и определяет облик его центральной части.
За проектирование застройки эспланады архитекторы П. П. Берш, Н. И. Нелюбина, В. П. Орлов и Д. Ф. Калабин в 1985 году были удостоены Государственной премии УАССР.

## История
В 1809 году архитектором Ижевского завода С. Е. Дудиным был создан первый генеральный план будущего Ижевска. План предусматривал строительство арсенала вдали от жилых построек, а также наличие широкого бульвара, соединявшего дом начальника завода А. Ф. Дерябина с набережной пруда. Этим бульваром Дудин предвосхитил будущую эспланаду Ижевска. Впоследствии арсенал было решено строить ещё восточнее, чтобы обезопасить хранение пороха и оружия. Это способствовало тому, что вся территория, ведущая от пруда к арсеналу практически до 2-й половины XX века была занята редкими постройками складского типа.
22 июня 1936 года Совнарком РСФСР одобрил, а 1 февраля 1938 года утвердил проект эспланады, соединяющей арсенал и Арсенальную площадь с набережной пруда. Авторами первоначального проекта были архитекторы Г. Е. Александров, Б. С. Чичкин, В. П. Орлов, Н. И. Нелюбина и Д. Ф. Калабин. Реализации проекта помешала начавшаяся война, расчистка территории от старых построек началась лишь в октябре 1961 года после утверждения нового генерального плана города.
Застройка эспланады Ижевска по новому проекту происходила в 1960—1970-х годах. В 1962 году на улице Пушкинской был построен Дом правительства, ставший восточной границей ансамбля, в 1965 году — гостиница «Ижевск» в северной части Центральной площади. В 1967 году в южной части был построен кинотеатр «Россия», в 1971 году рядом с ним на возвышении — Центральный универмаг. В 1970—1973 годах были построены четыре 14-этажных дома по улице Наговицина, развёрнутые под углом в 45° к оси эспланады и ставшие её высотными акцентами. В это же время были построены фонтаны на площадях эспланады, через улицу Карла Маркса был построен пешеходный мост. 26 июня 1972 года у склона к набережной пруда был открыт монумент «Дружба народов», завершивший формирование ансамбля эспланады с запада. В 1975 году был сдан в эксплуатацию дворец культуры «Металлург», ставший значимым объектом ансамбля.
Бульвар, площади и фонтаны, формирующие эспланаду, расположены строго на одной оси. В южной части находятся более низкие общественные здания, в северной — более высотные жилые, расположенные под углом к оси эспланады. Такая планировка позволила достичь большей солнечной освещённости.
4 ноября 1985 года за проектирование застройки эспланады архитекторы П. П. Берш, Н. И. Нелюбина, В. П. Орлов и Д. Ф. Калабин были удостоены Государственной премии УАССР.
В дальнейшем застройку эспланады проектировали архитекторы Н. Е. Степанюк и В. Л. Шевкунов. Арсенал и Сквер Победы со временем стали обособленными за счёт застройки окружающей территории жилыми и общественными зданиями. В 2019 году была реконструирована часть эспланады от улицы Карла Маркса до Центральной площади, была заменена тротуарная плитка, построен свето-музыкальный фонтан. В 2018—2020 годах рядом с эспланадой были построены жилые комплексы «Колизей» и «Республика», внёсшие свой вклад в облик центральной части Ижевска.

## Галерея

Ансамбль эспланады с запада на восток
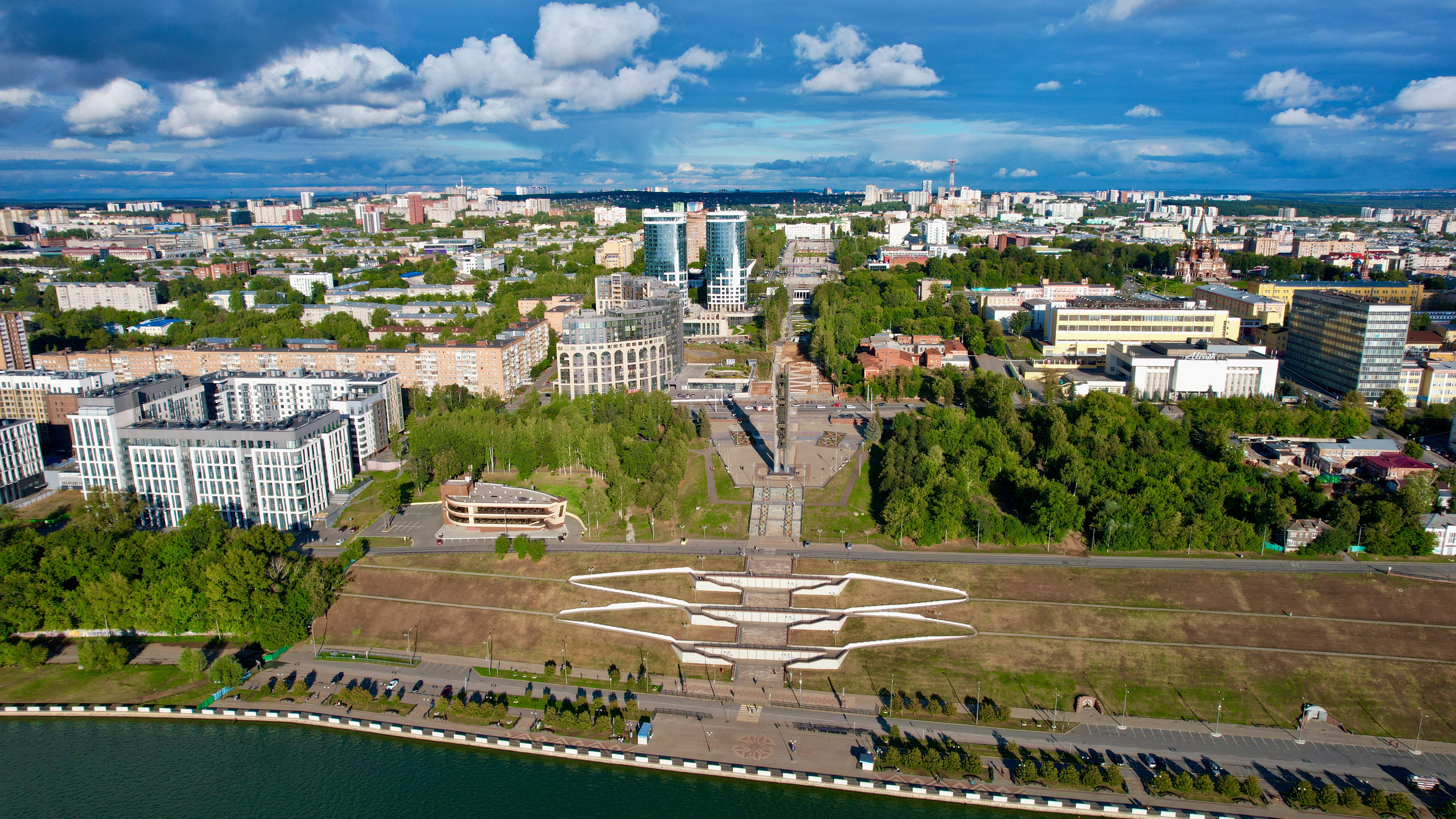
Панорама набережной Зодчего Дудина и начало эспланады
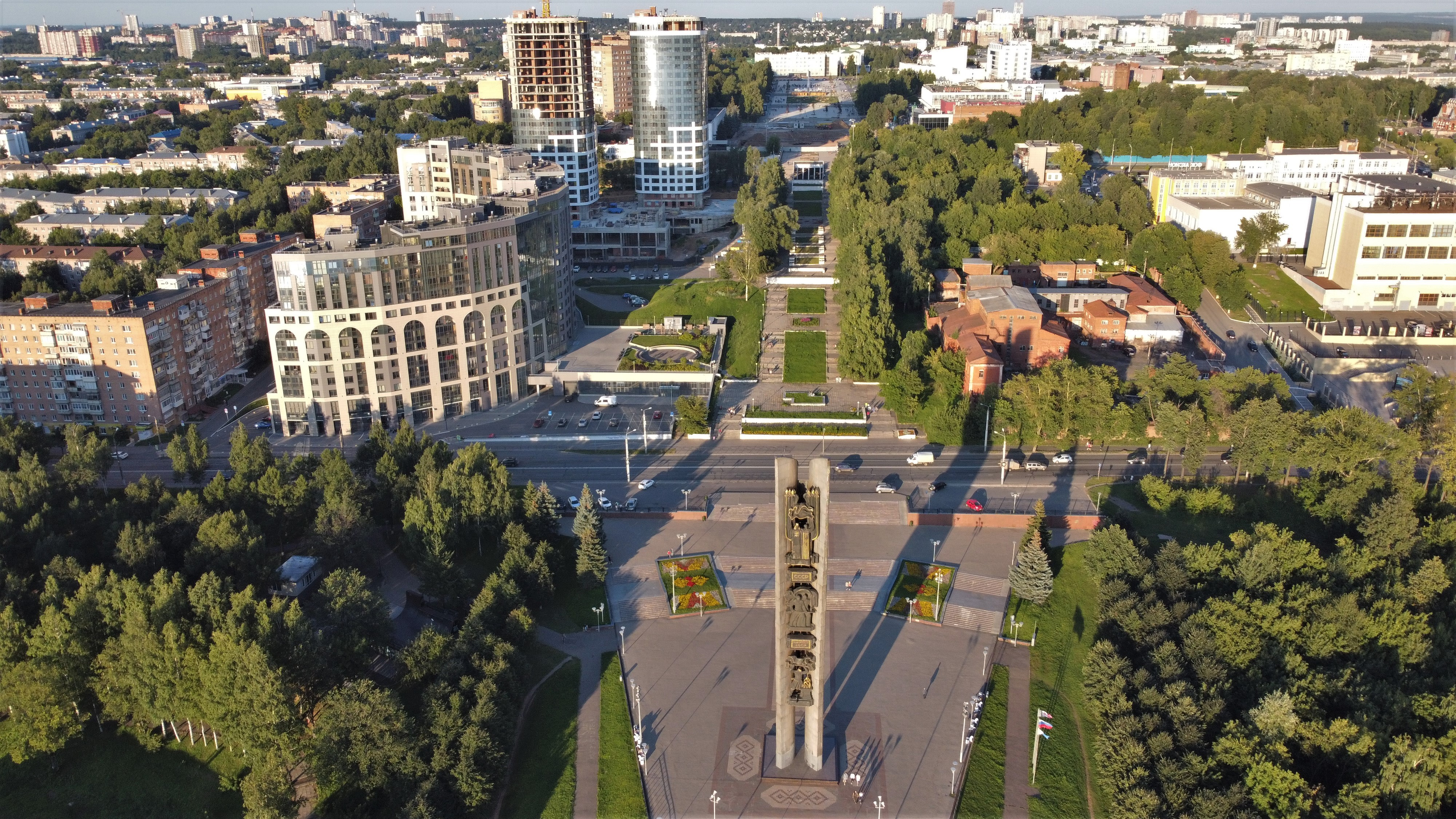
Монумент «Дружба народов» и вид на эспланаду, слева в центре ЖК «Колизей»
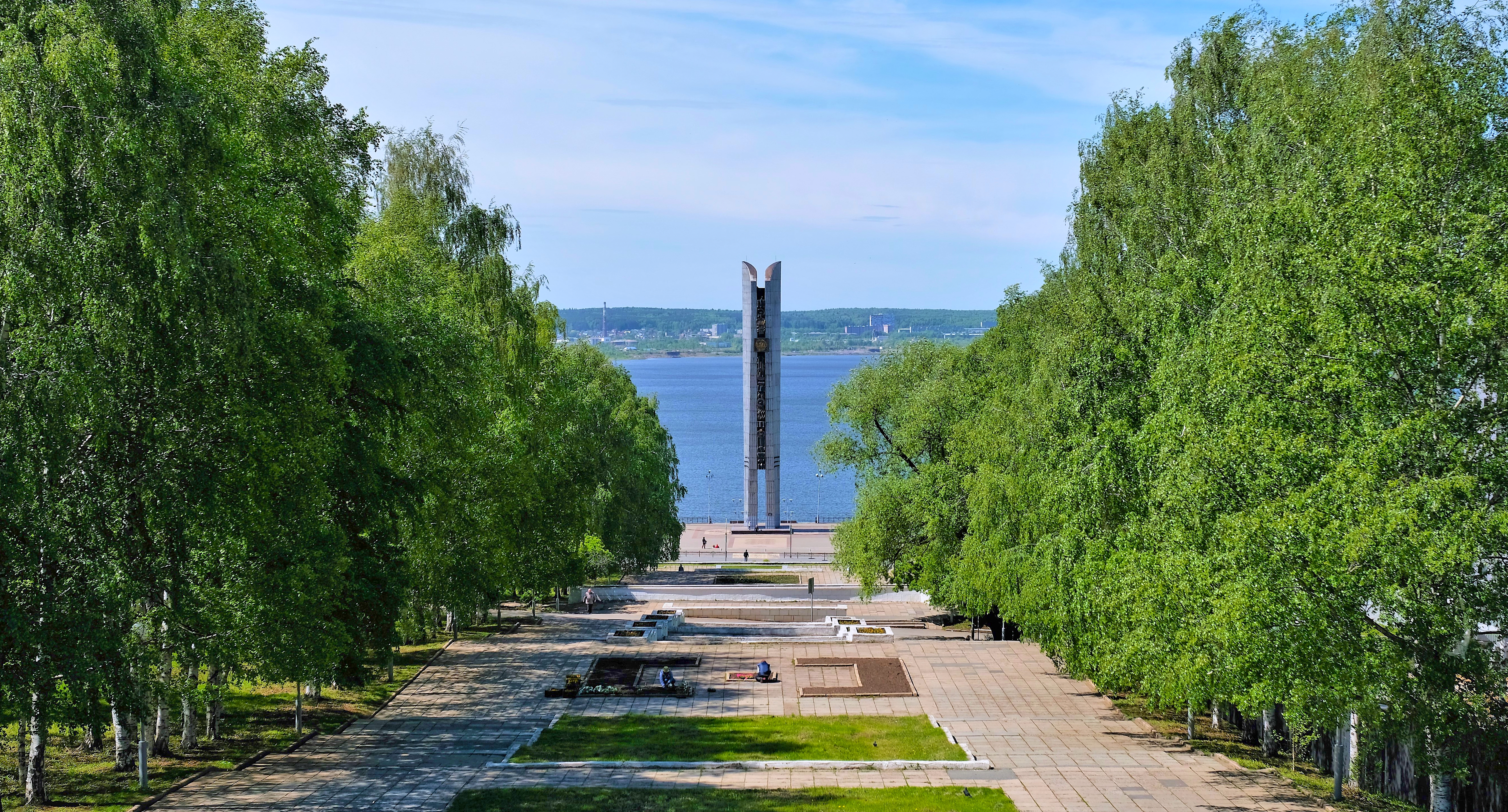
Вид от улицы К. Маркса в сторону пруда
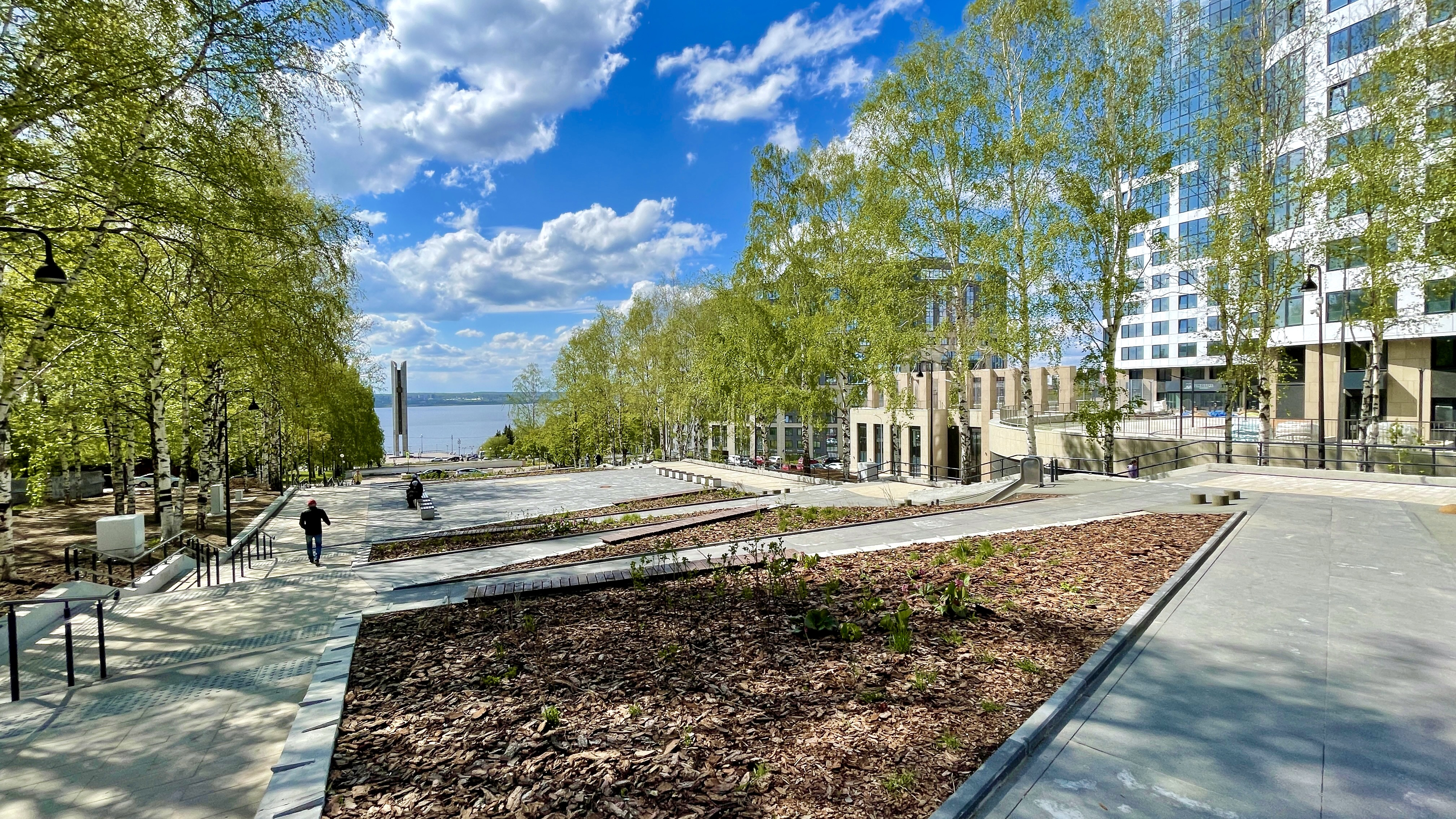
Вид от улицы К. Маркса в сторону пруда после реконструкции 2021 года
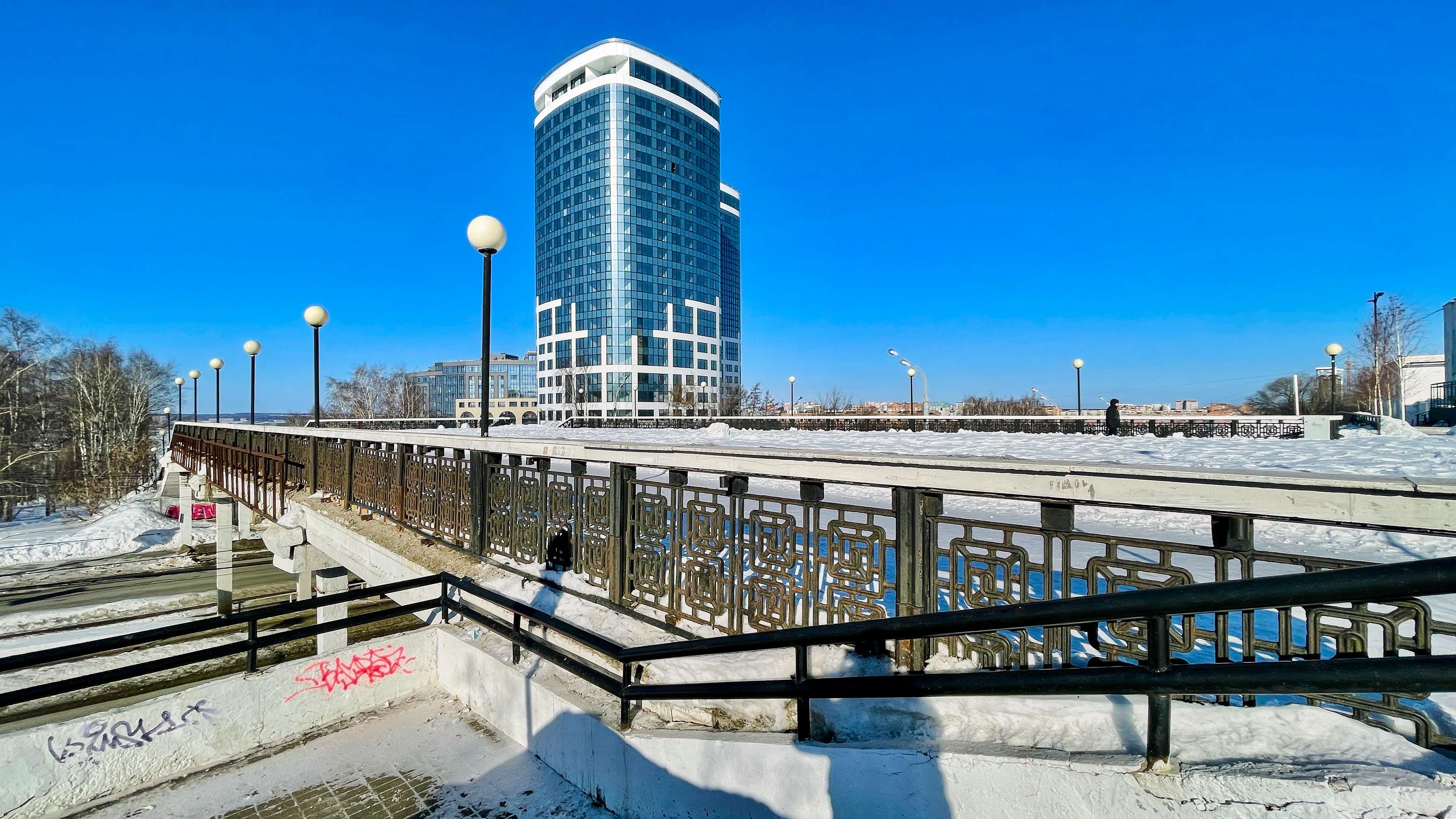
Пешеходный мост через улицу К. Маркса и ЖК «Республика»
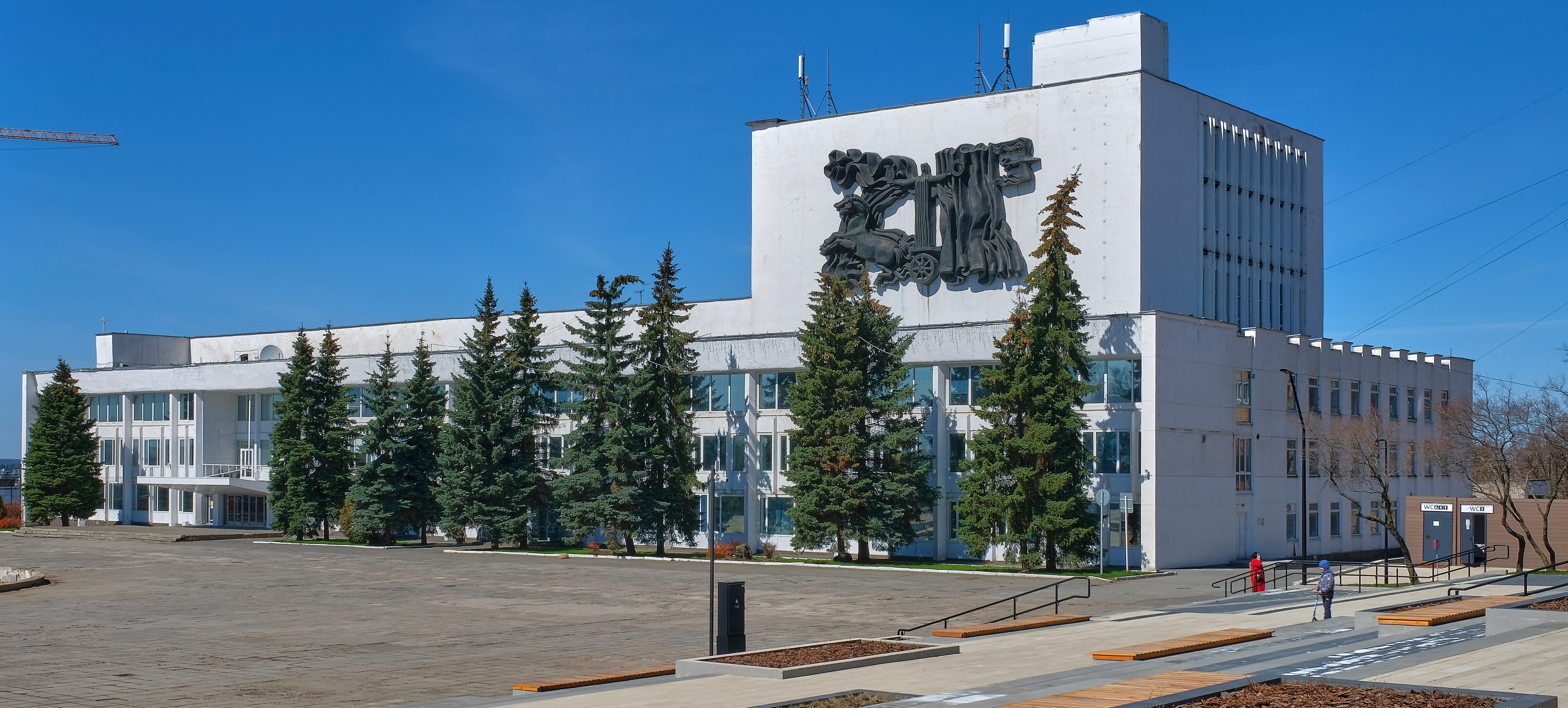
ДК «Металлург»
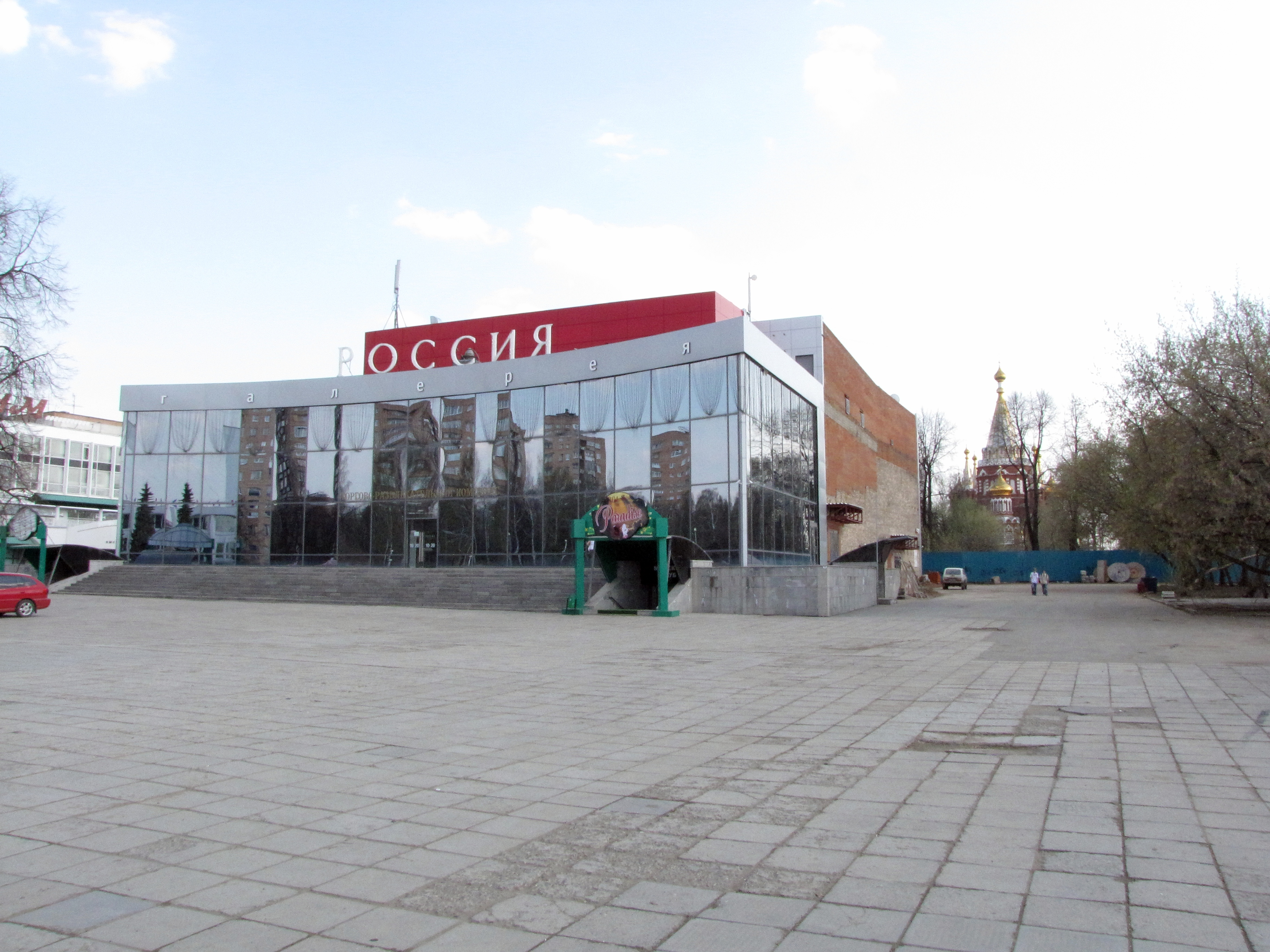
Кинотеатр «Россия»
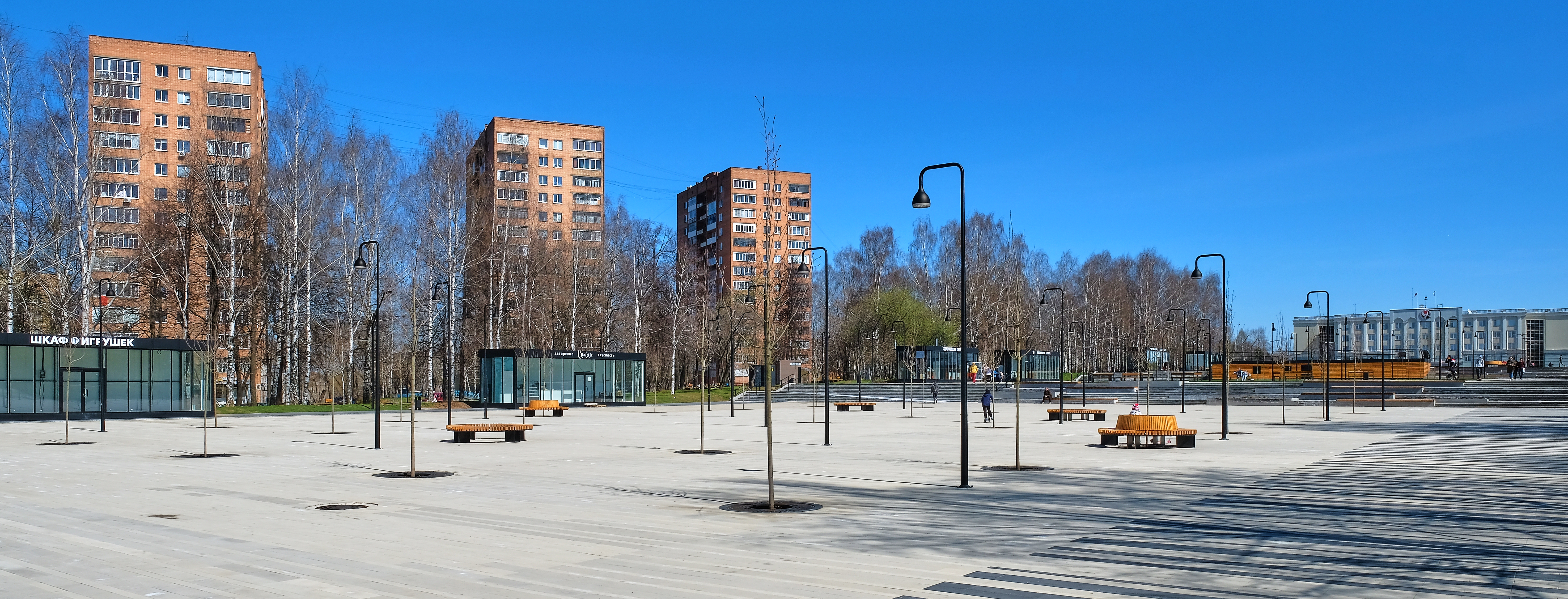
Вид на дома по ул. Наговицина
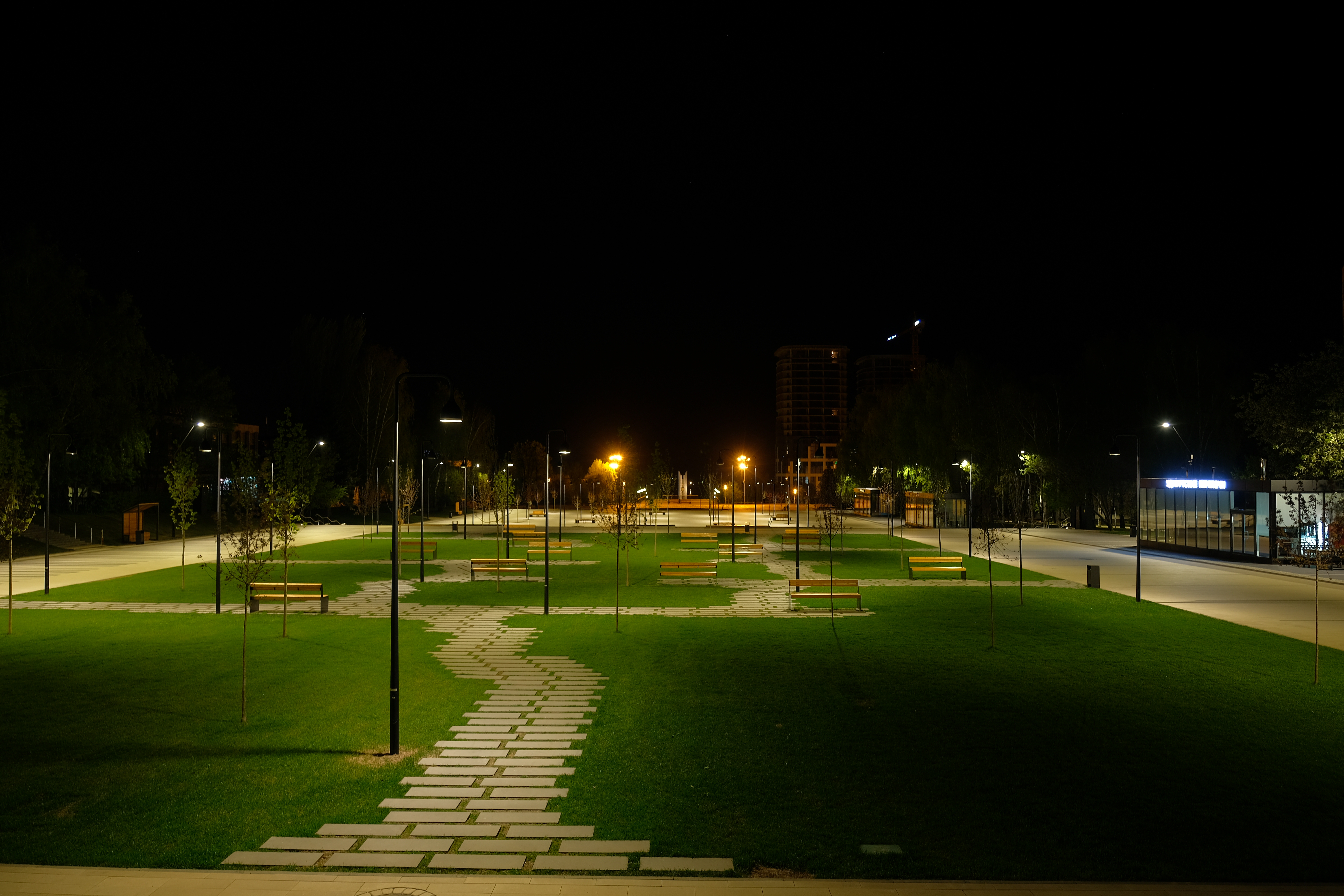
Вид на центральную часть в ночное время
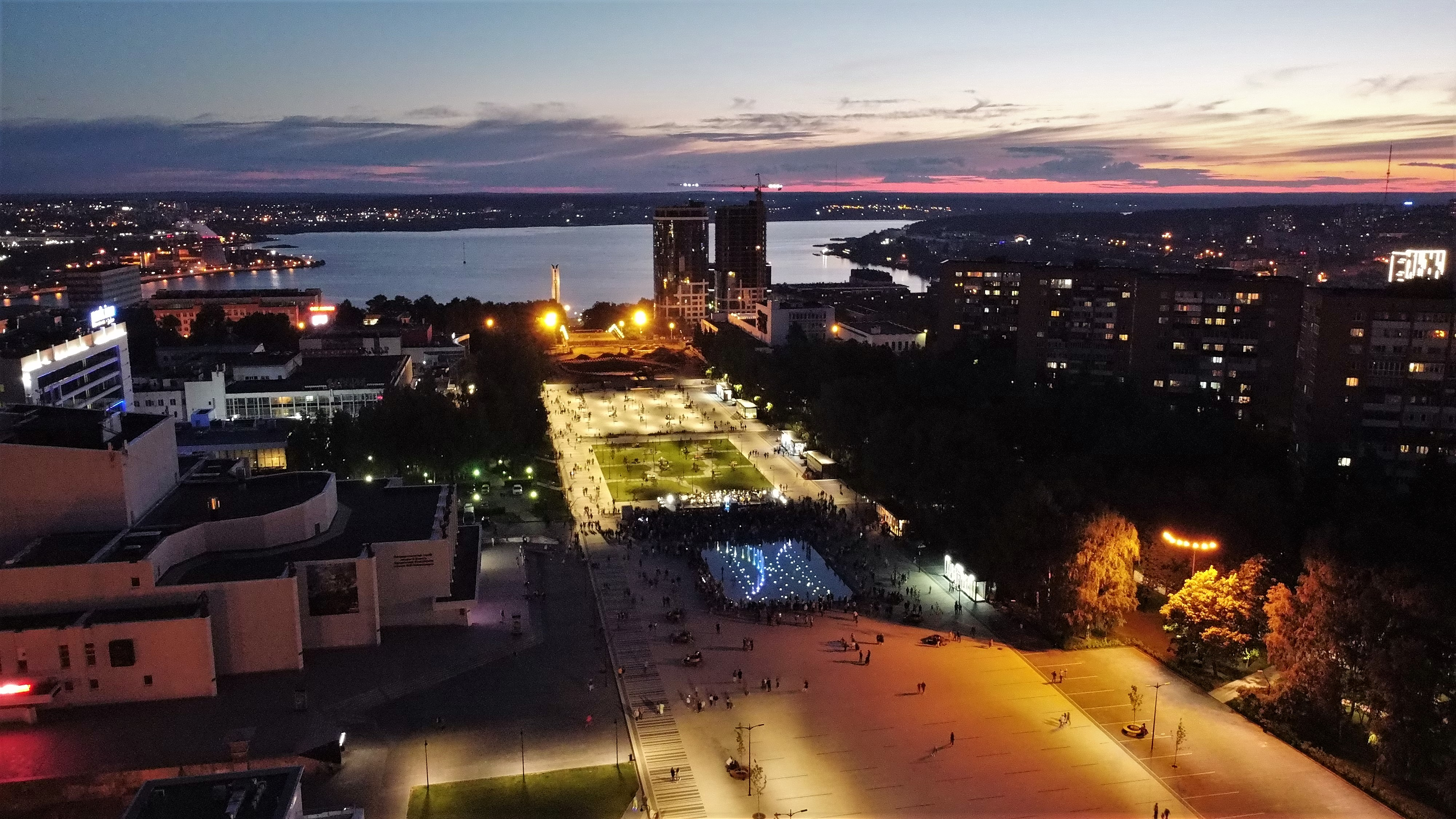
Вид с высоты в сторону пруда
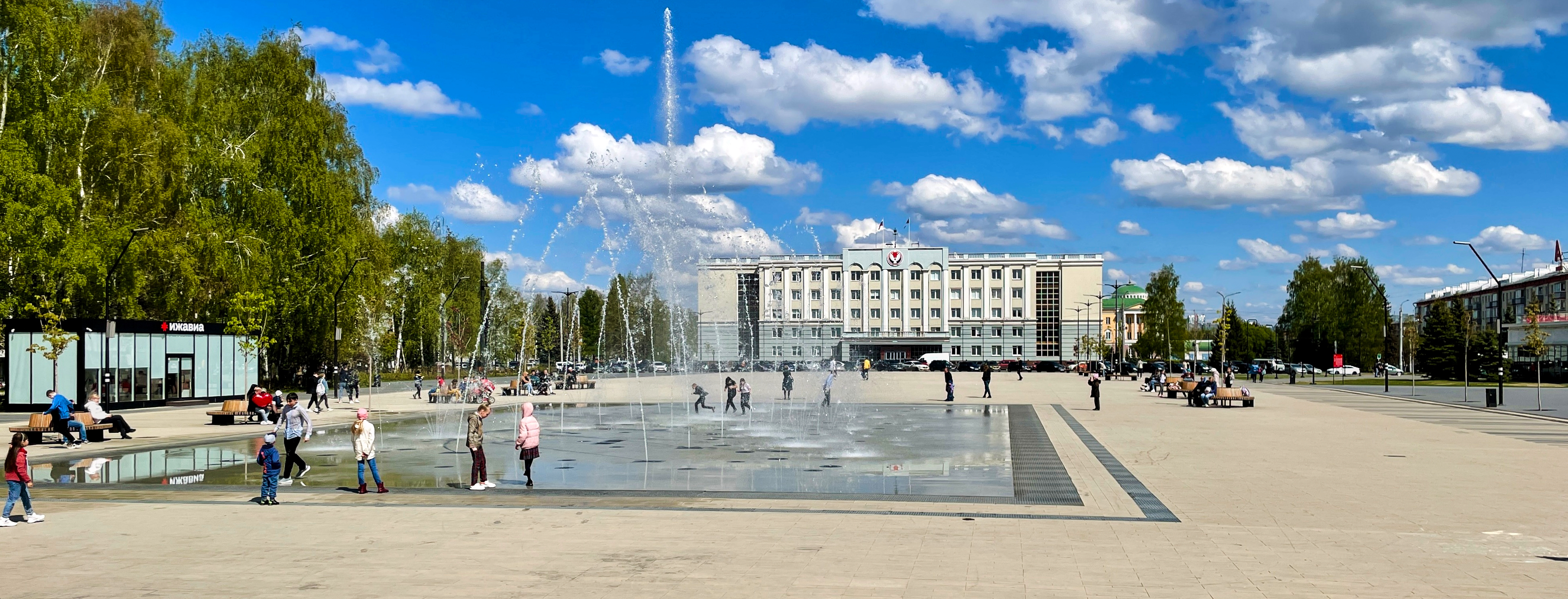
Центральная площадь и Дом правительства Удмуртии
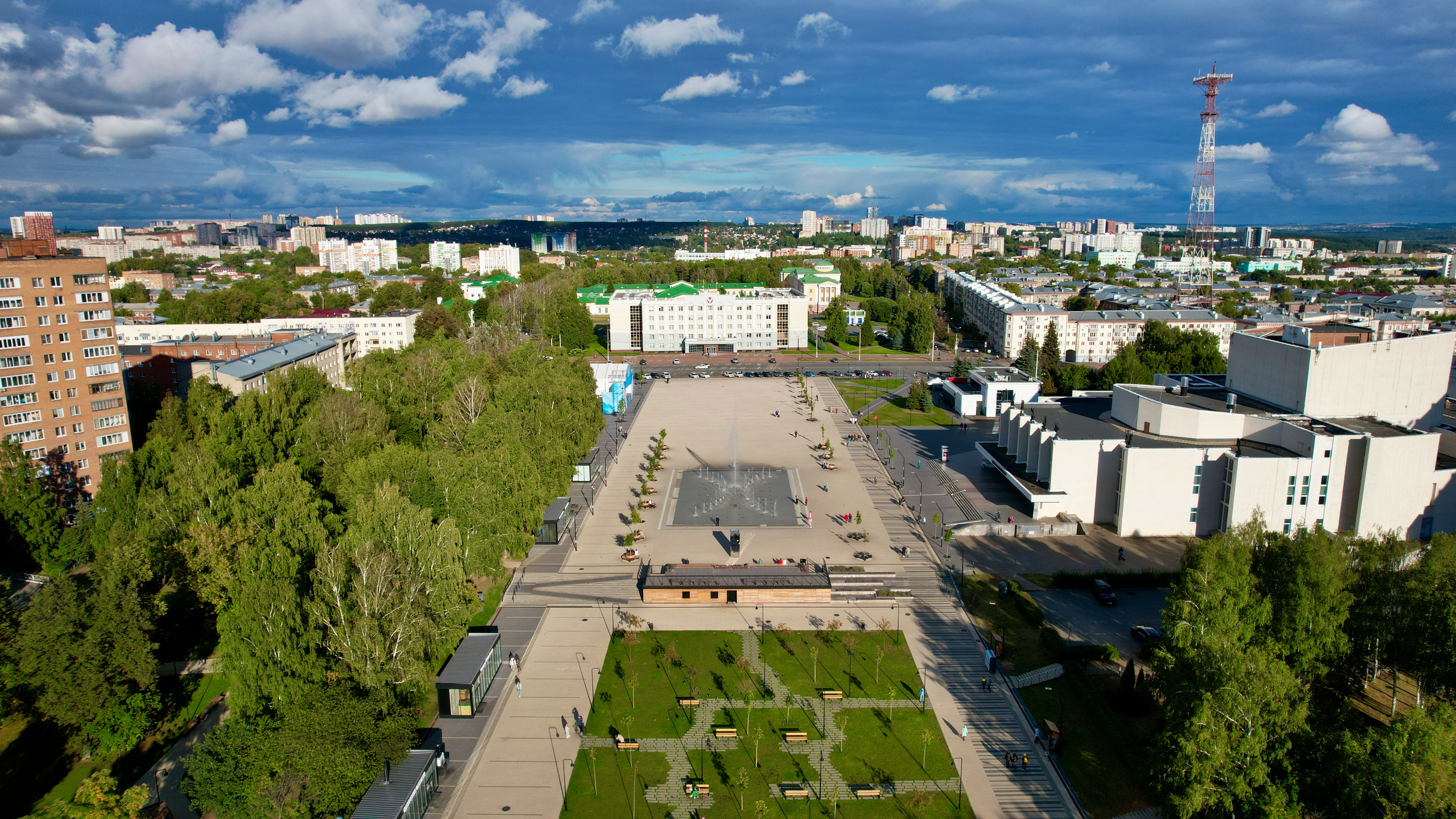
Вид в сторону Дома правительства
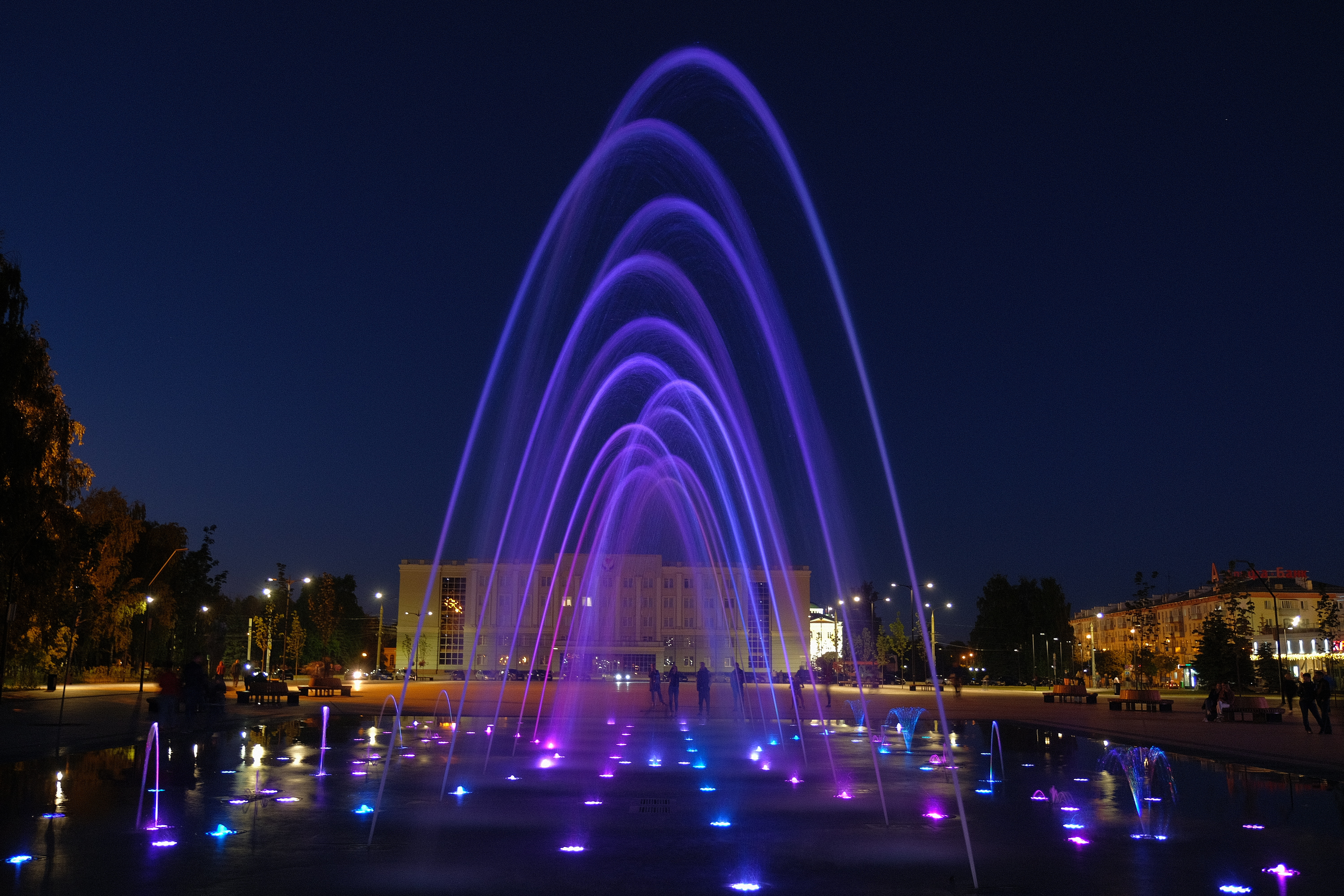
Свето-музыкальный фонтан на Центральной площади
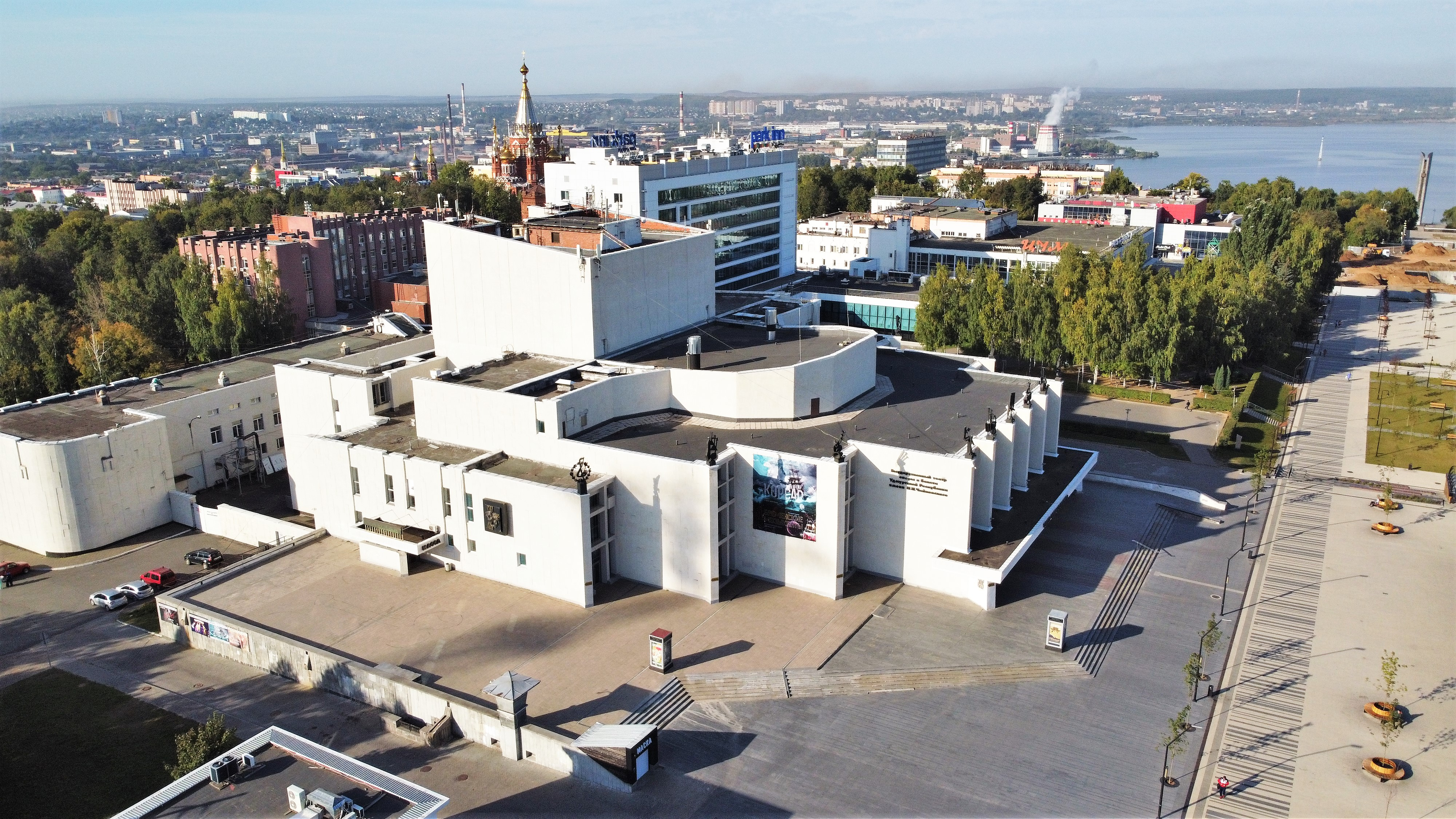
Оперный театр